# Oakland, Iowa
Oakland är en ort i Pottawattamie County i delstaten Iowa, USA.